# Nemognathomimus opacipennis
Nemognathomimus opacipennis là một loài bọ cánh cứng trong họ Cerambycidae.